# Dijiang
Dijiang (帝江) (auch: Dihong) ist in der alten Zeit Chinas, in den Gebirgen Tianshan, ein Bergschutzgott.
Er hat sechs Füße und vier Flügel, kein Gesicht und versteht Gesang und Tanz. Nach der chinesischen Mythologie verursacht er Chaos und Verwirrung, wohin er auch geht. In alten Schriftstücken wird das Schriftzeichen 江 (Jiang) wie 鴻 (hong) gelesen, somit wird er Dihong und nicht Dijiang gelesen. Einer der Titel des Gelben Kaisers (黃帝) war auch Dihong, da man glaubte, dass ihm diese Beschreibung entsprach.

Ursprung des Bildes: (Vollständige Sammlung von Bildern und Illustrationen von damals bis heute; naturwissenschaftliche Sammlung; mystisches Nachschlagewerk; 29. Schriftrolle)

Mingdynastie，Hu Wenhuan (Literat der Mingzeit) „Klassiker der Berge und Meere“

Zhuangzi, ein Daoistischer Autor, sagte: In Niederschriften gibt es ein Hundun, das keine Augen, Nase, Mund und Ohren hat, die dem Wesen Dihong aus dem Werk „Klassiker der Berge und Meere“ ähnelte, infolgedessen gab es Leute die dachten, dass Dihong einfach selbst Hundun ist.